# 武田満作
武田 満作（たけだ まんさく、1907年9月17日 - 1991年12月22日）は、日本の経営者、銀行家。日本勧業銀行頭取を務めた。愛知県海部郡弥富町出身。

## 経歴・人物
1932年に東京帝国大学経済学部経済学科を卒業し、1933年に日本勧業銀行に入行。1957年11月に取締役に就任し、1960年11月に常務を経て、1963年11月に副頭取に就任し、1966年12月には頭取に昇格した。1969年2月に会長に就任し、1971年10月には第一勧業銀行取締役相談役に就任。1973年4月から1977年4月までに日本銀行政策委員を務めた。
1969年9月に藍綬褒章を受章し、1977年11月に勲二等旭日重光章を受章。
1991年12月22日脳梗塞のために死去。84歳没。